# Ottaviani
Gli Ottaviani furono un'antica e potente famiglia laziale, detta anche dei Crescenzi Ottaviani, annoverata fra le famiglie baronali romane.

## Storia
Agli inizi dell'anno 1000 Giovanni dei Crescenzi Ottaviani era Conte di Sabina: egli era discendente del longobardo Giuseppe - che fu vassus domini Imperatoris nell'870 - e dato il potere quasi indipendente dal governo papale venne soprannominato dominus regulus (ossia "piccolo re"), di Palombara (oggi Palombara Sabina).
La notorietà della famiglia viene dalla stretta parentela con i Crescenzi e i Tuscolo.
Per un lungo periodo furono "rettori della Sabina". Nel 1062 Ottone, signore di Palombara, fu anche signore di Monte Celli (Montecelio o Monticelli), mentre il fratello Raniero fu signore di Marano. Il terzo fratello, Giovanni, detto "il Magnifico", fu un importante abate sublacense.
Da Ottone nacque un altro figlio: Gregorio, da cui Ottaviano di Montecelio, cardinale di San Michele (1151), poi di Santa Cecilia e quindi nel 1159 antipapa col nome di Vittore IV (morto a Lucca il 20 aprile 1164).
Oddone II eredita il feudo di Palombara alla scomparsa di Ottaviano: esperto nell'arte della guerra e negli affari politici, con lui gli Ottaviani mantennero la fama di potentes e si inserirono, a livello regionale, nella lotta fra le fazioni guelfa e ghibellina; uscì di scena fra il 1145 e il 1155.
Gli succede il nipote Ottaviano II di Rainaldo conte dei Marsi: è il terzo regulus Palumbariae. Oddone III, succeduto al padre, compare come familiare dell'Imperatore insieme a Oddone di Montecelio in un documento del 1185.
Innocenzo III, papa nel 1198, è lontano parente degli Ottaviani che, dopo un secolo e mezzo, tornano ad avere un consanguineo ("consanguineus noster") ai vertici della Chiesa e, all'indomani del suo insediamento, Oddone III di Palombara e Oddone di Montecelio gli giurano fedeltà: il figlio Giovanni viene investito dei feudi di Montorio (1204) e di Caminata. Oddone IV dei conti di Palombara sposò una Savelli (la cui famiglia acquistò nel 1278 il castello di Palombara) e da allora in poi questo ramo prese il nome di Savelli Palombara.
Successivamente gli Ottaviani rifuggono da guerre di conquista e si inseriscono nell'ambiente romano e nella corte pontificia in particolare, riprendendo l'antico cognome di Crescenzi. Un ramo della famiglia, staccatosi nel corso del XIV secolo, si estinse nei Serlupi che ne aggiunsero nome e stemma con Breve Pontificio del 1642.
Gli Ottaviani ebbero stretta parentela anche con Papa Silvestro III, papa nel 1045.